# Amancio Muñoz de Zafra
Amancio Muñoz de Zafra (Cehegín, Múrcia, 8 de desembre de 1894 - Vall de Núria, Ripollès, 4 d'octubre de 1938) va ser un polític socialista espanyol.
Advocat de professió, va ser triat regidor de Cartagena (Múrcia) el 1931 i segon tinent d'alcalde. Posteriorment va ser alcalde de Cartagena. A les eleccions generals de febrer de 1936 va ser elegit diputat socialista per Múrcia, dins les llistes del Front Popular. Va ser membre de la Diputació Permanent de les Corts republicanes.
Casat amb la també diputada socialista Julia Álvarez Resano. Va ser el primer matrimoni entre membres del Congrés dels Diputats.
Va morir per malaltia al sanatori de Núria (Ripollès) el 4 d'octubre de 1938.